# New Love, American Style
New Love, American Style est une série télévisée américaine de comédie en quarante-et-un épisodes de 30 minutes diffusés sur ABC entre le 23 décembre 1985 et le 24 décembre 1986.

## Fiche technique
Sauf indication contraire, les informations mentionnées dans cette section peuvent être confirmées par la base de données cinématographiques IMDb,  présente dans la section « Liens externes ».
- Titre original : New Love, American Style
- Réalisation : Bob Lally et Bob Claver
- Scénario : Richard Albrecht, Bruce Trampler, John Aylesworth, Ken Kuta, Stephen Sustarsic et Jonathan Torp
- Photographie :
- Musique : Howard Pearl
- Casting : Alphy Hoffman et Bobby Hoffman
- Montage :
- Décors :
- Costumes :
- Production : Alphy Hoffman et Grodon Farr
- Sociétés de production : Paramount Television Studios
- Société de distribution : ABC
- Chaîne d'origine : ABC
- Pays d'origine :  États-Unis
- Langue originale : anglais
- Genre : Comédie
- Durée : 30 minutes

## Distribution

### Acteurs principaux
- Bob Saget
- Anne Lockhart
- Ellen Bry
- Victoria Bass
- Bo Kane
- Larry Naschel
- Sondra Currie
- John McCook
- Leslie Ackerman (en)
- Marcia Rodd
- Marina Anderson : une infirmière
- Holly Dorff : une pom-pom girl
- Larry Vigus : un vétéran

### Acteurs secondaires et invités
- Patrick Wayne
- Laurie Walters
- Mark Blankfield
- Phyllis Frelich
- Robert Shields
- Arlene Golonka
- Maureen McCormick
- Leslie Easterbrook
- Fred Willard
- G. W. Bailey
- Deborah Van Valkenburgh
- Jo Ann Pflug
- Barry Van Dyke
- Charlene Tilton
- Mary Beth McDonough
- Regis Philbin
- Ken Olandt
- Garrett Morris
- Fabian Forte : lui-même
- Henry Jones : Virgil
- Davy Jones
- Lawrence Hilton-Jacobs
- Ronnie Schell
- Rex Smith : Rookie
- Tiffany Brissette
- Candice Azzara
- Ron Carey
- Ilene Graff
- Jerry Houser
- David Doyle
- Jonelle Allen
- Maggie Roswell : Katy
- Patch Mackenzie
- Richard Paul
- Lee Curreri : Andy
- Jack Burns
- Dan Gilvezan : Ron
- Claudia Christian
- Ethan Phillips
- Ron Masak
- Mark Shera
- Arsenio Hall

## Épisodes

### Saison 1
1. Love and Santa's Gift
2. Love and the Sauna
3. Love and the Night Watchman
4. How to Pick Up a Man
5. Love and the Mime
6. Love and the Serious Wedding
7. Love and Condo
8. Love and the Cold War
9. Love and Time Served
10. Love and the Solitary Santa
11. Love and the Housekeeper
12. Love and the Lamborghini
13. Love at First Sight
14. Love and the Judge
15. Love-a Gram
16. Love and the Nurse
17. Love and the Hiccups
18. Love and the First Date
19. Puppy Love
20. Love and the Beeper
21. Love and the Masquerade
22. Love and the Interrupted Honeymoon
23. Love and Dear Penelope
24. Love and the Pot Luck Dinner
25. Love and the Tim Clock

### Saison 2
1. Love and the Nightmare

### Non diffusés
1. Love and Friendship
2. Love and Second Thoughts
3. Love and the F.M. Doctor
4. Love and the Firefighters
5. Love and the Teddy
6. Love and Video Dating
7. Love at the Bus Stop
8. Love and the Girl of My Dreams
9. Love and Marriage Test
10. Love and the Teenage Daughter
11. Love and the Doll
12. Love-a-Gram
13. Love and the Apartment
14. Love and the Last Chance Cafe
15. Love and the Busy Husband
16. Love and the End
17. Love and Alimony
18. Love and the Acting Class
19. Love and the Caterer
20. Love Is a Kick
21. Love and Amnesia
22. Love and Passion Point
23. Love and the Mysterious Redhead